# محكمة الفريج (مسلسل)
محكمة الفريج هو مسلسل درامي للتلفزيون الكويت وكان ارتجالي وبدون مونتاج وكان التصوير متواصل دون توقف.

## وصلات خارجية
- محكمة الفريج على موقع قاعدة بيانات الأفلام العربية